# Epinephelus lanceolatus
La cernia gigante (Epinephelus lanceolatus (Bloch, 1790)), conosciuta commercialmente come cernia indopacifica, è un pesce di grandi dimensioni appartenente alla famiglia dei Serranidi.

## Descrizione

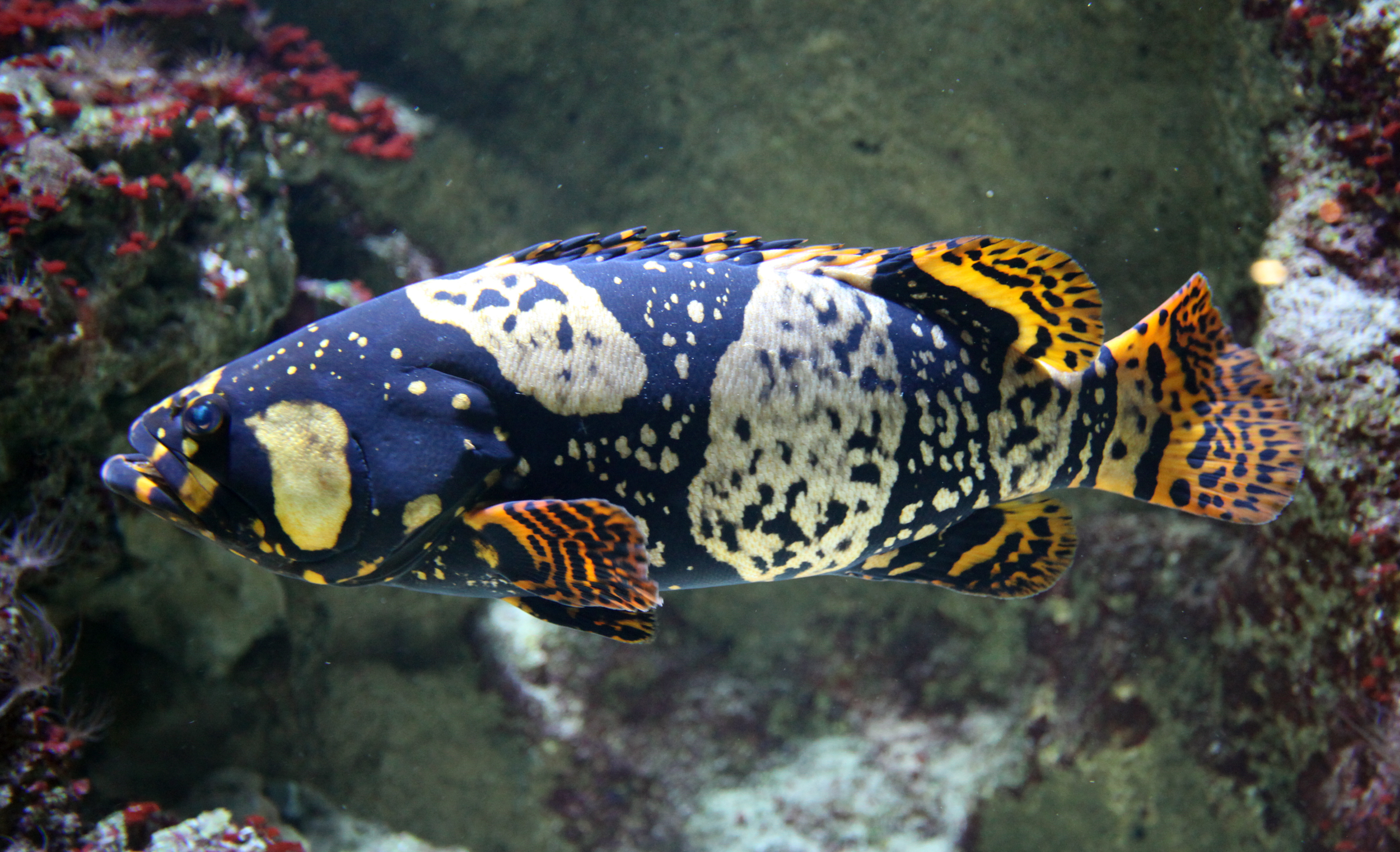
Giovane esemplare di cernia gigante

In questo gruppo, il genere Epinephelus comprende 97 specie tra le quali la cernia gigante raggiunge i 500 kg di peso e i 2 metri di lunghezza, anche se alcuni sommozzatori professionisti hanno riferito di aver avvistato esemplari di - stimati - 800 kg e 3 metri di lunghezza nelle profondità australiane.
Gli avannotti presentano segni irregolari neri e gialli, mentre gli adulti sono di colore verde grigiastro.
Ciò che richiama l'attenzione in questi giganti, oltre alla loro costituzione robusta e all'immediata impressione di forza che trasmettono, sono gli occhi. Estremamente espressivi contrariamente alla maggior parte dei pesci, provocano nell'osservatore umano una strana sensazione di non sapere chi stia osservando chi.

## Biologia

### Comportamento
Le cernie giganti sono pesci normalmente solitari che, al massimo, posso condividere le loro aree residenziali con non più di due o tre esemplari di dimensioni equivalenti.
Contrariamente a ciò che si usa pensare, le cernie giganti adulte sono raramente aggressive le une in relazione alle altre, almeno fintantoché non ci sia una forte differenza di taglia tra gli esemplari.
Malgrado siano abitanti consuetudinari di aree territoriali sostanzialmente fisse, possiedono una grande mobilità e la capacità di muoversi anche a grandi distanze.

### Alimentazione
Durante la loro vita, e come conseguenza dell'evoluzione della taglia, le cernie giganti modificano drasticamente la loro dieta. Le post-larve e i piccoli giovani delle pozze di marea si alimentano con una grande varietà di piccoli Invertebrati, dai Policheti a piccoli Molluschi e pesci, incluso della loro stessa specie.
I giovani adulti possiedono una dieta essenzialmente piscívora e pare che abbiano una preferenza per i polpi, anche se non disdegnano i crostacei, come le Scyllaridae (cicale di mare), alcuni pesci (specialmente i branzini) e piccoli di tartaruga marina.

### Riproduzione
Come tutti i membri della sottofamiglia Epinephelinae, le cernie giganti sono ermafroditi proteroginici ovvero, le cernie vivono inizialmente come femmine fino a una certa età e poi si convertono in maschi, irreversibilmente.
Una delle particolarità di questo fenomeno è che, perché una cernia femmina che si trasformi in maschio, è necessario che esista una pressione demografica di individui di piccole dimensioni che dia l'avvio al processo di inversione sessuale. Così, se in una certa popolazione di cernie giganti non esistono esemplari giovani, le femmine potrebbero anche non trasformarsi mai in maschi e questo metterebbe a rischio l'esistenza stessa della popolazione.

## Distribuzione e habitat
Vive nella regione Indo-Pacifica e nel Golfo persico, dove sono comuni nelle acque costiere.Questi pesci abitano preferibilmente i fondali rocciosi tra i 3 e i 200 metri di profondità, anche se, occasionalmente, sono stati trovati anche a 300 metri di profondità. Gli adulti sono generalmente frequentatori della fascia compresa fra i 10 e i 150 metri.
Sono stati registrati casi di ciguatera come conseguenza del consumo della sua carne.